# Krzysztof Śleziński
Krzysztof Bronisław Śleziński (ur. 1962) – polski filozof, profesor nauk humanistycznych, nauczyciel akademicki związany z Uniwersytetem Śląskim.

## Życiorys
27 listopada 1998 obronił pracę doktorską Elementy platonizmu u Rogera Penrose'a na Wydziale Filozoficznym Papieskiej Akademii Teologicznej. 15 lutego 2011 habilitował się na podstawie pracy zatytułowanej Benedykta Bornsteina koncepcja naukowej metafizyki i jej znaczenie dla badań współczesnych na Wydziale Nauk Społecznych Uniwersytetu Śląskiego. 22 lutego 2021 uzyskał tytuł profesora nauk humanistycznych w dyscyplinie filozofia. Był zatrudniony na stanowisku adiunkta oraz dyrektora w Instytucie Nauk o Edukacji na Uniwersytecie Śląskim w Katowicach Wydziale Etnologii i Nauk o Edukacji w Cieszynie. Piastował też stanowisko profesora w Instytucie Filozofii na Wydziale Humanistycznym Uniwersytetu Śląskiego w Katowicach.
Jako profesor jest związany z Wydziałem Sztuki i Nauki o Edukacji UŚ.